# Ressaincourt
Ressaincourt est une ancienne commune française de la Moselle rattachée à Saint-Jure en 1813.

## Géographie
Le village de Ressaincourt est situé au sud-est de Saint-Jure, à l’est de Pont-à-Mousson et à la limite entre les départements de la Moselle et de Meurthe-et-Moselle. Il borde à l’est le bois de Ressaincourt.

## Toponymie
- 1793 : Ressincourt, 1801 : Ressaincourt.

## Histoire
La commune de Ressaincourt fait partie du district de Morhange en 1793 et de l'arrondissement de Metz en 1801. Elle passe du canton de Sailly en 1793 à celui de Verny en 1801. Ressaincourt est réuni à Saint-Jure en 1813 avec Alémont.

## Démographie
| 1793 | 1800 | 1806 |
| ---- | ---- | ---- |
| 30   | 35   | 45   |

## Lieux et monuments
- Chapelle Notre-Dame, néo-gothique, 1929 : Vierge à l’Enfant du XVIIIe siècle, curieux buste de pierre peinte de saint Maclou.